# Tres Bardos
Los Tres Bardos (en polaco trzej wieszcze) son los tres poetas nacionales de la literatura polaca. Wiesczcz significa profeta o adivino, pues los autores incluidos en este grupo –en opinión de los críticos literarios y del grueso de la población- no sólo describieron los sentimientos de la sociedad polaca, sino que pudieron prever el futuro de la nación.

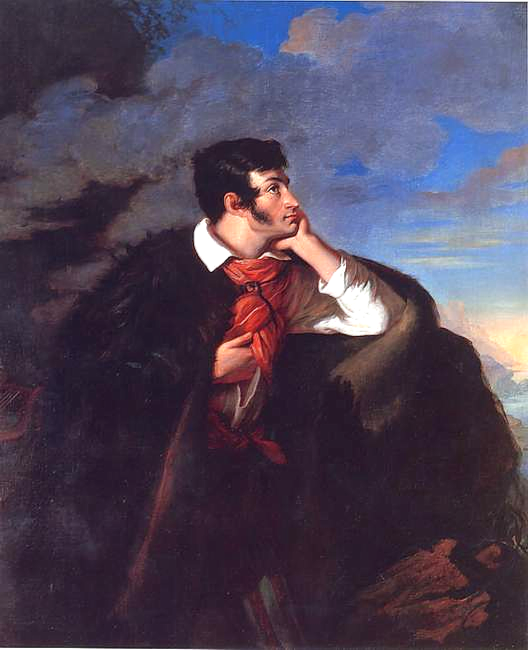
Mickiewicz

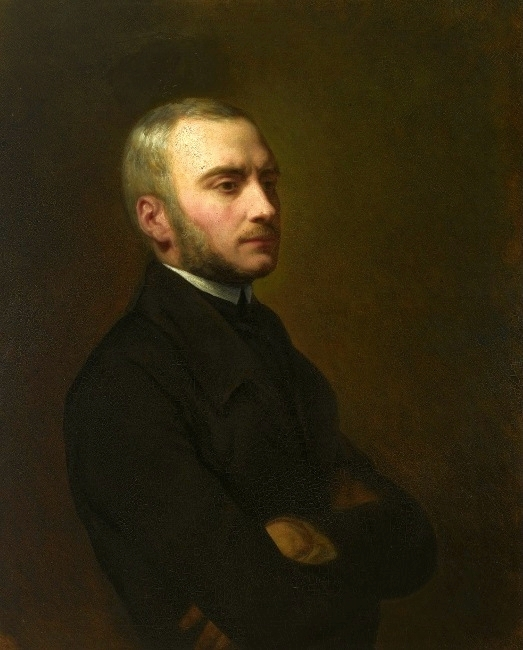
Krasiński

De este modo el concepto era una aproximación polaca al término del latín antiguo poeta vates, que señalaba a un poeta a quien los dioses le habían otorgado la gracia de ver el futuro. Importado a Polonia en el siglo XVI junto con otras muchas ideas sarmatistas, el término fue utilizado inicialmente para nombrar a varios poetas. Sea como sea, con la llegada del Romanticismo en el siglo XIX, el término comenzó a exclusivizarse para denominar a Adam Mickiewicz, Juliusz Słowacki y Zygmunt Krasiński. Aunque los poetas no se agruparan de un modo particular en un movimiento literario (ni siquiera llegaron a conocerse), todos comenzaron a ser visto como líderes morales de una nación privada de libertad política. También emplearon a menudo la tradición del folclore local, que de algún modo conectó el término wieszcz con el folclórico “wisemen (hombre sabio)”, frecuentemente hallado en leyendas y cuentos.

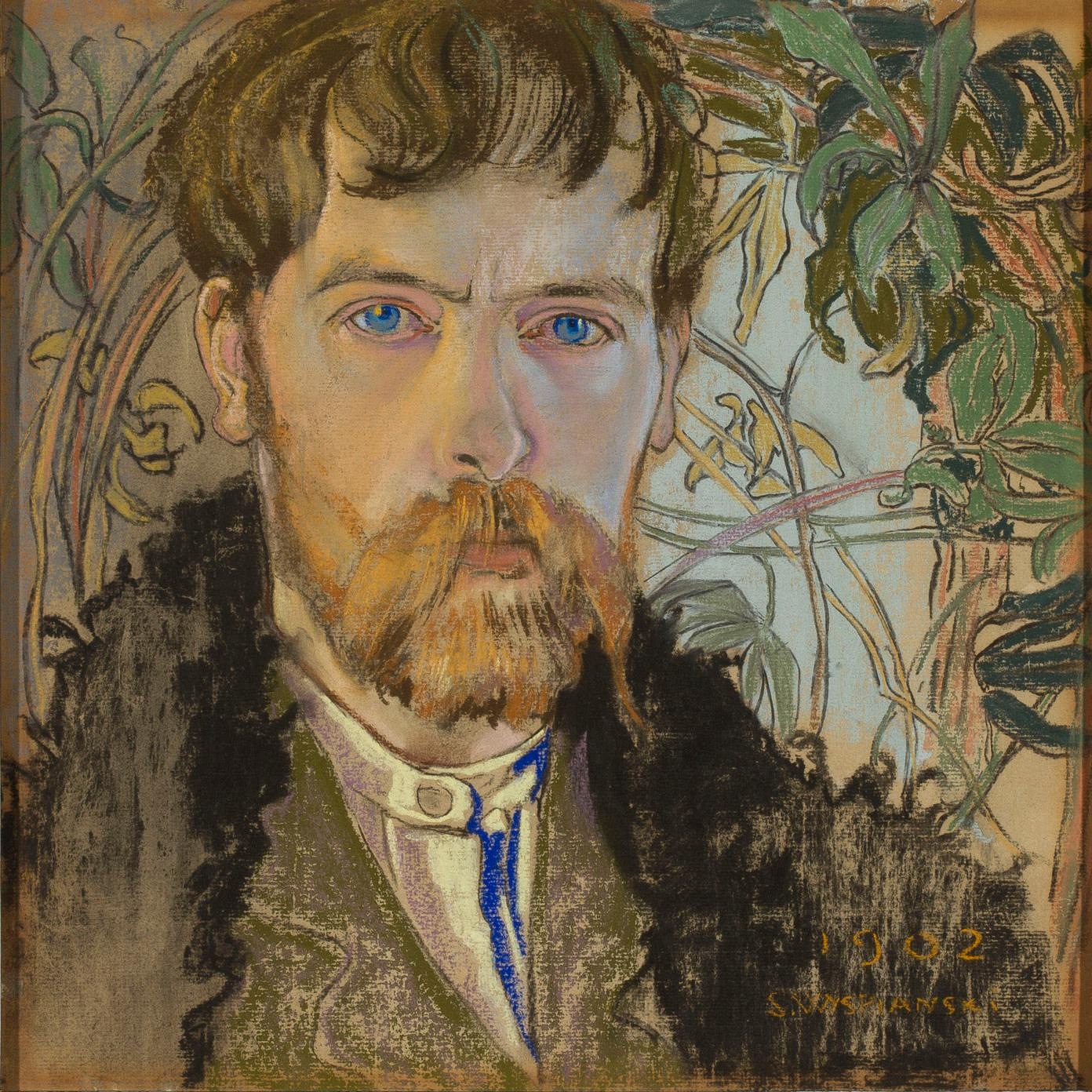
Wyspiański

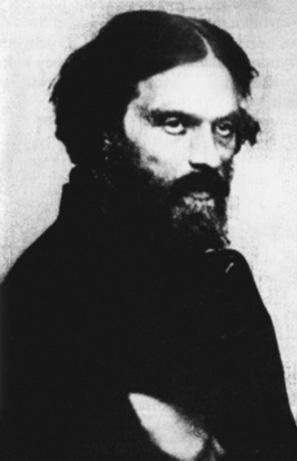
Norwid

Tras el fallido Levantamiento de Enero y especialmente en la década de 1870, el término fue utilizado exclusivamente para nombrar a los tres poetas. No obstante, en los albores del siglo XX, el redescubrimiento de las obras de Cyprian Kamil Norwid le ganó el nombre de cuarto Bardo. Los críticos literarios modernos frecuentemente se muestran escépticos con el valor de la obra de Krasiński y consideran a Norwid como tercero, y no como cuarto Bardo.
También hay críticos del periodo entre las Guerras Mundiales que disputan la posición de cuarto Bardo a Stanisław Wyspiański. En cualquier caso, el grupo de los Bardos o Wieszcze casi siempre ha constado de tres miembros del total de cinco candidatos.